# Fader, du som livet tänder
Fader, du som livet tänder är en doppsalm från 1919 av Natanael Beskow, med koral av Henry Weman från 1937.

## Publicerad i
- Den svenska psalmboken 1937, som nummer 185 under rubriken "C. Kyrkan och nådemedlen - 3. Dopet".[1]
- Den svenska psalmboken 1986, som nummer 380 under rubriken "Dopet".